# Баланс газового покладу матеріальний
Баланс газового покладу матеріальний (рос. баланс газовой залежи материальный; англ. material balance of gas pool; нім. Materialbilanz f des Erdgaslagers n) — відображення закону збереження маси стосовно газового (газоконденсатного, газогідратного) покладу.
При розробці родовища в умовах газового режиму Б.г.п.м. записується у вигляді: 
Мп = М (t) + Мвидоб (t), 
де Мп — початкова маса газу в пласті; М (t) — маса газу, яка залишилася в пласті на момент часу t; Мвидоб — маса газу, видобута з покладу на момент часу t.